# USL W-League 1997
Die USL W-League 1997 war die dritte Saison der von der United Soccer League ausgetragenen zweitklassigen Frauenfußball-Liga. Titelverteidiger war Maryland Pride und Meister wurden zum zweiten Mal die Long Island Lady Riders. Erstmals wurde keine Franchise während der laufenden Saison aufgelöst.

## Modus
In insgesamt fünf Divisionen spielt jede Mannschaft maximal zehn Spiele. Für einen Sieg gibt es drei Punkte, steht es nach 90 Minuten noch Unentschieden gibt es direkt ein Shootout. Der Gewinner davon bekommt dann noch einen Punkt. Im Vergleich zur Vorsaison wurden die Regionen wieder aufgelöst und wieder fünf verschiedene Divisionen eingeführt.

## Mannschaften
Als neue Teams kamen New York Magic in die Northeast Division. Die Delaware Genies und die Central Jersey Splash in die Central Atlantic Division. Als auch die Atlanta Classics, Carolina Speed, Jackson Calypso, Tampa Bay Extreme, Mississipi Gulf Coast Chaos in die South Division. Wie auch Indiana Blaze in die Midwest Division. Zudem noch Fort Collins Force in die West Division.
Zudem wurde aus Sacramento Storm in der West Division California Storm und das Team aus Rhode Island hieß nun nur noch Rays.
Nach dem Ende der Saison wurden Philadelphia Frenzy und Madison Freeze aufgelöst. Weiter verließen California Storm, die NorCal Shockwaves, die San Francisco Night Hawks und die Silicon Valley Red Devils die Liga, um zur Folgesaison an der neuen Women’s Premier Soccer League teilzunehmen.

## Tabelle

### Northeast Division
| Pl.                                       | Franchise               | Sp. | S | U | N | Tore    | Diff. | Punkte |
| ----------------------------------------- | ----------------------- | --- | - | - | - | ------- | ----- | ------ |
| 1.                                        | Long Island Lady Riders | 10  | 9 |   | 1 | 019:500 | +14   | 25     |
| 2.                                        | Rochester Ravens        | 9   | 7 |   | 2 | 020:100 | +10   | 21     |
| 3.                                        | Boston Renegades        | 9   | 6 |   | 3 | 021:130 | +8    | 18     |
| 4.                                        | Connecticut Lady Wolves | 9   | 4 |   | 5 | 026:170 | +9    | 12     |
| 5.                                        | New York Magic          | 9   | 3 |   | 6 | 013:150 | −2    | 09     |
| 6.                                        | Buffalo FFillies        | 10  | 3 |   | 7 | 014:260 | −12   | 09     |
| 7.                                        | Rhode Island Rays       | 10  | 1 |   | 9 | 007:330 | −26   | 03     |
| Quelle: rsssf.org, Stand: Saisonende 1997 |                         |     |   |   |   |         |       |        |

### Central Atlantic Division
| Pl.                                       | Franchise              | Sp. | S | U | N | Tore    | Diff. | Punkte |
| ----------------------------------------- | ---------------------- | --- | - | - | - | ------- | ----- | ------ |
| 1.                                        | Maryland Pride         | 9   | 8 |   | 1 | 024:120 | +12   | 22     |
| 2.                                        | Hampton Roads Piranhas | 10  | 7 |   | 3 | 020:140 | +6    | 21     |
| 3.                                        | Delaware Genies        | 10  | 6 |   | 4 | 019:150 | +4    | 18     |
| 4.                                        | Central Jersey Splash  | 8   | 3 |   | 5 | 020:150 | +5    | 09     |
| 5.                                        | Philadelphia Frenzy    | 9   | 3 |   | 6 | 012:210 | −9    | 09     |
| 6.                                        | New Jersey Wildcats    | 9   | 1 |   | 8 | 012:290 | −17   | 05     |
| Quelle: rsssf.org, Stand: Saisonende 1997 |                        |     |   |   |   |         |       |        |

### South Division
| Pl.                                       | Franchise                    | Sp. | S | U | N | Tore    | Diff. | Punkte |
| ----------------------------------------- | ---------------------------- | --- | - | - | - | ------- | ----- | ------ |
| 1.                                        | Atlanta Classics             | 10  | 7 |   | 2 | 030:800 | +22   | 21     |
| 2.                                        | Carolina Speed               | 10  | 7 |   | 3 | 020:100 | +10   | 19     |
| 3.                                        | Dallas Lightning             | 9   | 6 |   | 3 | 025:140 | +11   | 16     |
| 4.                                        | Tampa Bay Extreme            | 10  | 5 |   | 5 | 017:150 | +2    | 15     |
| 5.                                        | Jackson Calypso              | 10  | 5 |   | 5 | 017:240 | −7    | 15     |
| 6.                                        | Mississippi Gulf Coast Chaos | 9   | 3 |   | 6 | 008:150 | −7    | 07     |
| 6.                                        | Alabama Angels               | 10  | 2 |   | 8 | 012:280 | −16   | 06     |
| Quelle: rsssf.org, Stand: Saisonende 1997 |                              |     |   |   |   |         |       |        |

### Midwest Division
| Pl.                                       | Franchise         | Sp. | S | U | N | Tore    | Diff. | Punkte |
| ----------------------------------------- | ----------------- | --- | - | - | - | ------- | ----- | ------ |
| 1.                                        | Chicago Cobras    | 10  | 9 |   | 1 | 024:800 | +16   | 27     |
| 2.                                        | Columbus Ziggx    | 10  | 6 |   | 4 | 026:220 | +4    | 16     |
| 3.                                        | Indiana Blaze     | 10  | 5 |   | 5 | 028:200 | +8    | 15     |
| 4.                                        | Rockford Dactyls  | 10  | 5 |   | 5 | 021:160 | +5    | 15     |
| 5.                                        | Cleveland Eclipse | 10  | 4 |   | 6 | 017:270 | −10   | 12     |
| 6.                                        | Madison Freeze    | 10  | 1 |   | 9 | 013:360 | −23   | 03     |
| Quelle: rsssf.org, Stand: Saisonende 1997 |                   |     |   |   |   |         |       |        |

### West Division
| Pl.                                       | Franchise                 | Sp. | S | U | N | Tore    | Diff. | Punkte |
| ----------------------------------------- | ------------------------- | --- | - | - | - | ------- | ----- | ------ |
| 1.                                        | California Storm          | 9   | 9 | 0 | 0 | 027:900 | +18   | 27     |
| 2.                                        | Denver Diamonds           | 9   | 8 | 0 | 1 | 022:500 | +17   | 24     |
| 3.                                        | NorCal Shockwaves         | 10  | 5 | 0 | 5 | 020:170 | +3    | 15     |
| 4.                                        | Silicon Valley Red Devils | 10  | 4 | 0 | 6 | 015:170 | −2    | 12     |
| 5.                                        | San Francisco Nighthawks  | 10  | 2 | 0 | 8 | 014:230 | −9    | 06     |
| 6.                                        | Fort Collins Force        | 10  | 1 | 0 | 9 | 010:370 | −27   | 03     |
| Quelle: rsssf.org, Stand: Saisonende 1997 |                           |     |   |   |   |         |       |        |

## Playoffs

### Divisional
Eigentlich sollte die Denver Diamonds gegen California Storm antreten, jedoch konnten diese für das Spiel kein komplettes Team stellen, womit die hinter Denver in der Regular Season platzierten NorCal Shockwaves diese in der Partie ersetzen.
|                         |   |                       |           |
| Long Island Lady Riders | – | Boston Renegades      | 1:0 n. E. |
| Maryland Pride          | – | Hampton Road Piranhas | 7:0       |
| Atlanta Classics        | – | Carolina Speed        | 1:0       |
| Chicago Cobras          | – | Columbus Ziggx        | 2:1 n. V. |
| California Storm        | – | NorCal Shockwaves     | 5:1       |

### Hauptrunde
|                         |   |                         |           |
| California Storm        | – | Atlanta Classics        | 2:0       |
| Long Island Lady Riders | – | Maryland Pride          | 2:0       |
| Chicago Cobras          | – | Rochester Ravens        | 5:0       |
| Maryland Pride          | – | Chicago Cobras          | 3:2       |
| California Storm        | – | Long Island Lady Riders | 3:2 n. E. |
| Rochester Ravens        | – | Atlanta Classics        | 1:0       |

### Spiel um Platz drei
|                |   |                  |     |
| Maryland Pride | – | California Storm | 4:3 |

### Finale
|                         |   |                |           |
| Long Island Lady Riders | – | Chicago Cobras | 2:1 n. E. |